# Деркаче (Любуське воєводство)
Деркаче (пол. Derkacze, нім. Dicking) — село в Польщі, у гміні Добеґнев Стшелецько-Дрезденецького повіту Любуського воєводства.
Населення — 22 особи (2011).
У 1975-1998 роках село належало до Гожовського воєводства.

## Демографія
Демографічна структура станом на 31 березня 2011 року:
|          | Загалом | Допрацездатний вік | Працездатний вік | Постпрацездатний вік |
| -------- | ------- | ------------------ | ---------------- | -------------------- |
| Чоловіки | 9       | 1                  | 8                | 0                    |
| Жінки    | 13      | 2                  | 5                | 6                    |
| Разом    | 22      | 3                  | 13               | 6                    |